# Фонд исторической фотографии имени Карла Буллы
Фонд исторической фотографии имени Карла Буллы — частный фотосалон в центре Санкт-Петербурга, один из старейших в России. Основная задача фонда — изучение и популяризация отечественной фотографии XIX — первой половины XX века.

## История
Фотоателье на месте нынешнего Фонда было создано в 1850-е годы, точная дата неизвестна, установлено лишь, что это было до 1858 года (по информации на обороте сохранившейся фотографии). Первый владелец его — Карл Людвигович Кулиш. Первоначально фотоателье имело длинное название — Фотография Кулиша в Петербурге на Невском проспекте против Александрийского театра в доме Демидова № 55. Демидов — это хозяин всего дома, купец, а № 55 — потому что это было до перенумерации домов 1858 года. Сохранилось лишь несколько фотографий-портретов малого формата этого мастера. В 1866 году владелец сменился — ателье приобрёл фотограф-итальянец Иван (Джованни) Бианки. Он в числе первых фотографирует город, работает в жанре фоторепортажа. Впоследствии, начиная с 1872 года, фотоателье неоднократно меняло владельцев. В 1882—1883 годах здание, в котором располагалось ателье, было перестроено по проекту Павла Сюзора. Примерно в 1906—1908 годах (точная дата неизвестна) владельцем фотоателье становится Карл Карлович Булла, ему помогали сыновья Виктор и Александр. После революции 1917 года фотосалон стал государственным учреждением. Александр Булла в 1928 году был отправлен в ссылку, Виктор Булла — в 1938 году расстрелян по ложному доносу коллеги, и династия была забыта на десятилетия, но ателье продолжало работать, не закрывалось даже в годы блокады Ленинграда. В 2002 году, к 300-летию Санкт-Петербурга, новый хозяин ателье — Валентин Евгеньевич Эльбек — реконструировал ателье на свои средства, воссоздал его стеклянный купол. И в помещении обновлённого ателье начал работать Фонд исторической фотографии имени Карла Буллы, а также музей. Современный адрес ателье — Невский, 54.

## Фотоконкурс имени Карла Буллы «Эпохи зримые черты»

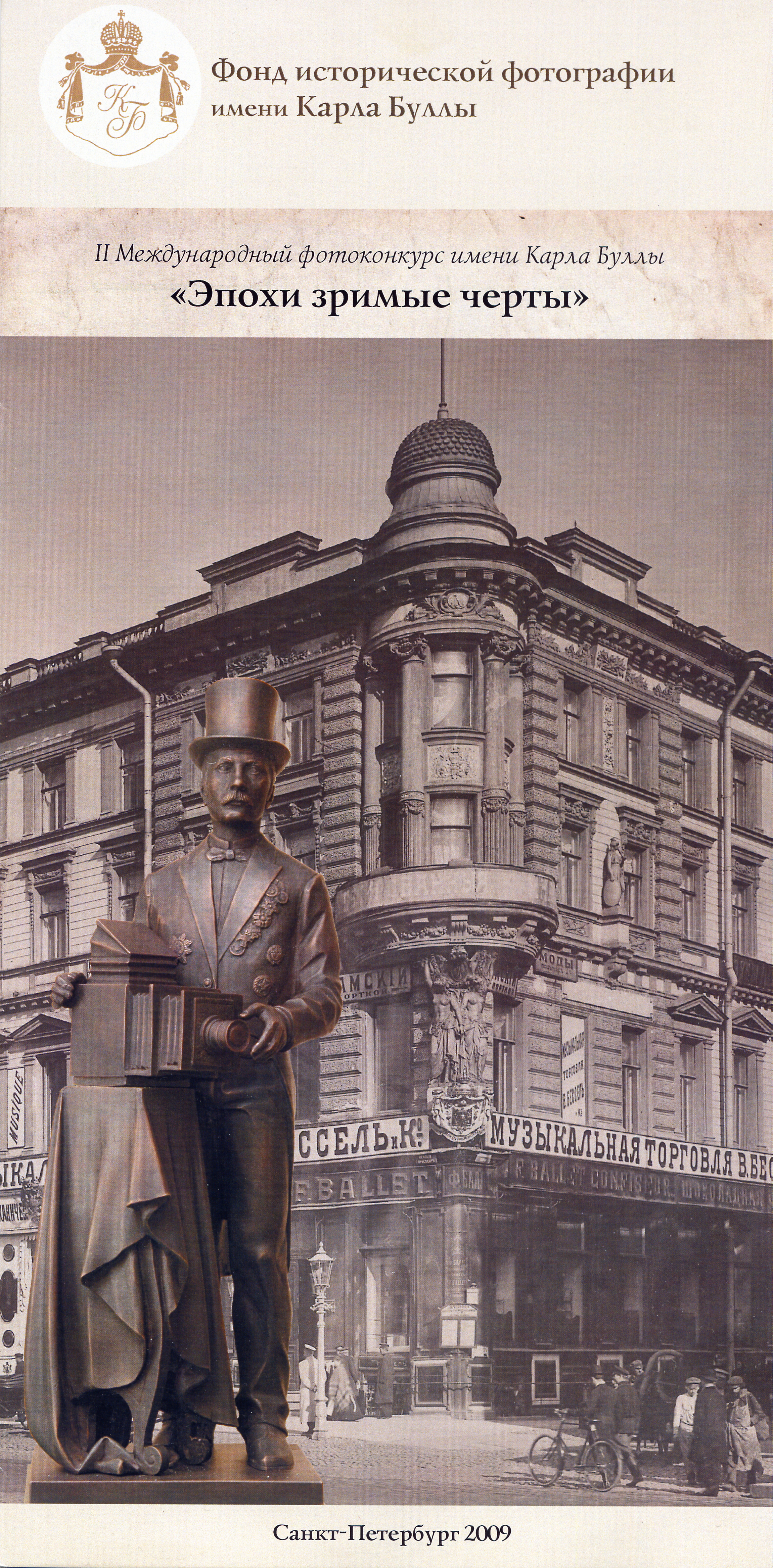
Обложка брошюры с работами победителей конкурса им. Карла Буллы «Эпохи зримые черты»

Международный фотоконкурс имени Карла Буллы (отца отечественной репортажной фотографии) был учрежден в 2007 году Фондом исторической фотографии имени Карла Буллы и Санкт-Петербургским союзом журналистов и проводится под патронатом Губернатора Санкт-Петербурга. Конкурс является «вторым рождением» конкурса «Лучший фотокорреспондент года», проводимого с 1995 года.
Фотоконкурс проводится в следующих номинациях:
- Новости
- События
- Повседневная жизнь
- Семейная фотография
- Городской пейзаж
- Природа
- Люди и лица
- Спорт

Фотоконкурс проводится один раз в два года. Принять участие в конкурсе могут профессиональные фотографы и фотолюбители России и стран ближнего зарубежья.
По итогам конкурса присуждается:
- Гран-при. Победитель получает бронзовую статуэтку «Светописец Карл Булла», диплом и профессиональную камеру марки Canon.

В каждой номинации присуждаются:
- 1 место. Победитель получает диплом первой степени, памятную медаль и денежный приз;
- 2 место. Победитель получает диплом второй степени и памятную медаль;
- 3 место. Победитель получает диплом третьей степени и памятную медаль;

В жюри конкурса входят известные российские специалисты в области искусства и фотографии. В церемонии награждения участвуют представители Правительства Санкт-Петербурга.

### Призёры конкурса им. Карла Буллы «Эпохи Зримые черты»
- 2007 г. Гран-При Коротаев, Владимир Аркадьевич, г.Тюмень, серия «Как Андрюшку усыновили»

Новости Комарова, Мария Валерьевна, г.Нижний Новгород, серия «Мой город»
События Лагунов, Игорь Анатольевич, г.Магнитогорск, серия «Призыв»
Природа 1 место не присуждалось
Повседневная жизнь Майсюк, Анна Сергеевна, г. Санкт-Петербург, серия «Осенние каникулы»
Семейная фотография Коротаев, Владимир Аркадьевич, г. Тюмень, серия «Как Андрюшку усыновили»
Городской пейзаж 1 место не присуждалось
Люди и лица Лагунов, Игорь Анатольевич, г. Магнитогорск, серия «Комбинат»
Спорт 1 место не присуждалось
- 2009 г. Гран-При Арменакян, Назик Леваевна, Армения город Ереван серия из 8 работ «Выжившие»

Люди и лица Арменакян, Назик Леваевна, Армения город Ереван серия из 8 работ «Выжившие»
Спорт Стрелец, Юрий Хаимович, г. Самара, серия из 5 работ «Бокс по ту сторону забора»
Новости Чепакин, Андрей Викторович, г. Санкт-Петербург, серия из 6 работ «Южная Осетия — Грузия, август 2008»
Повседневная жизнь Плотникова, Татьяна Юрьевна, г. Санкт-Петербург, серия из 5 работ «Delirium Tremens» (Делириум тременс)
Природа Сизько, Владимир Георгиевич, г. Тамбов, фотография «Мальчик и собака»
Городской пейзаж Волкова, Людмила Васильевна, г. Санкт-Петербург, серия из 5 работ «Посвящение»
Семейная фотография Шустова, Ирина Ивановна, г. Санкт-Петербург, серия из 4 работ «Перепись населения»

## Галерея

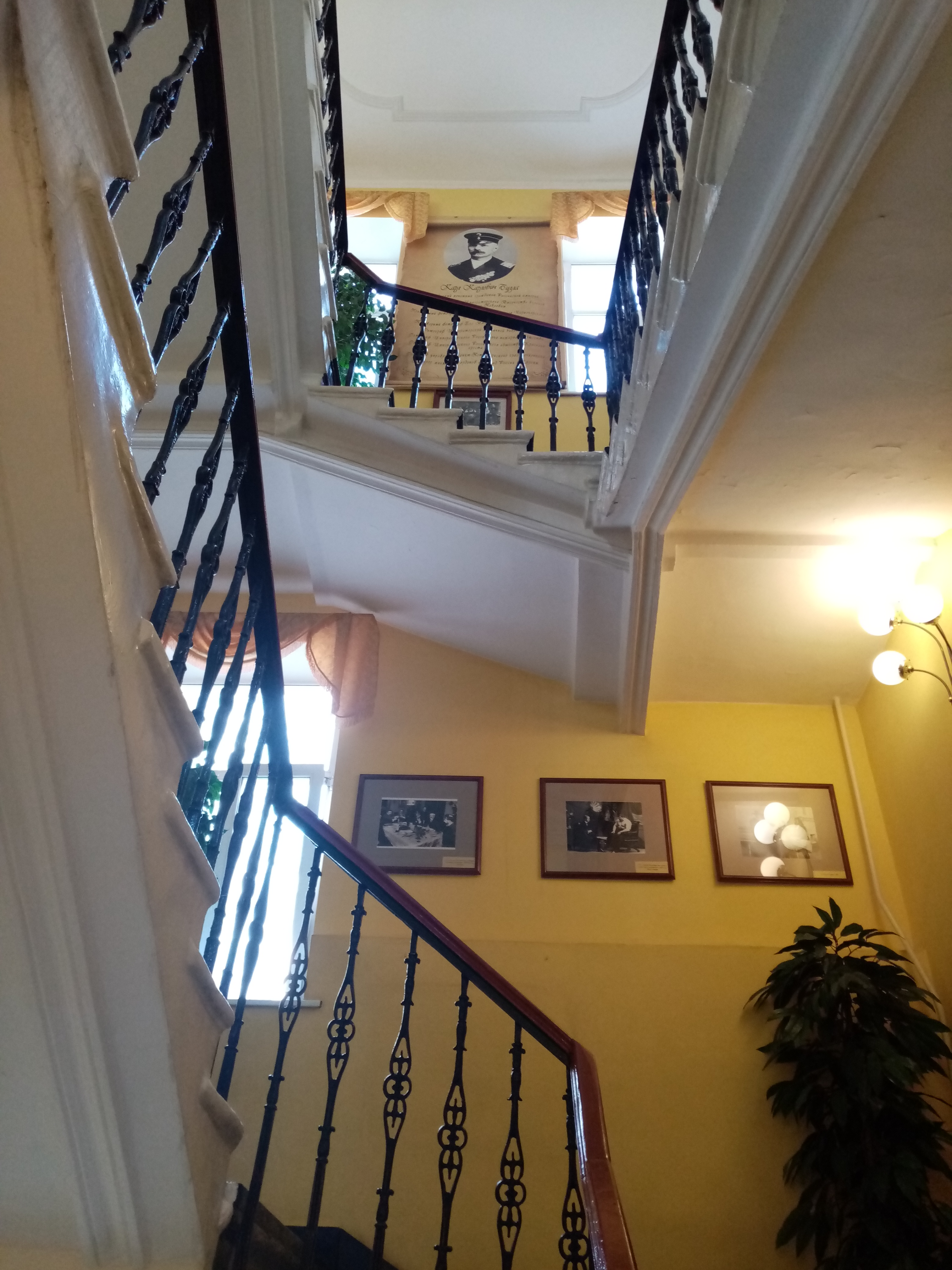
Лестница, ведущая к музею
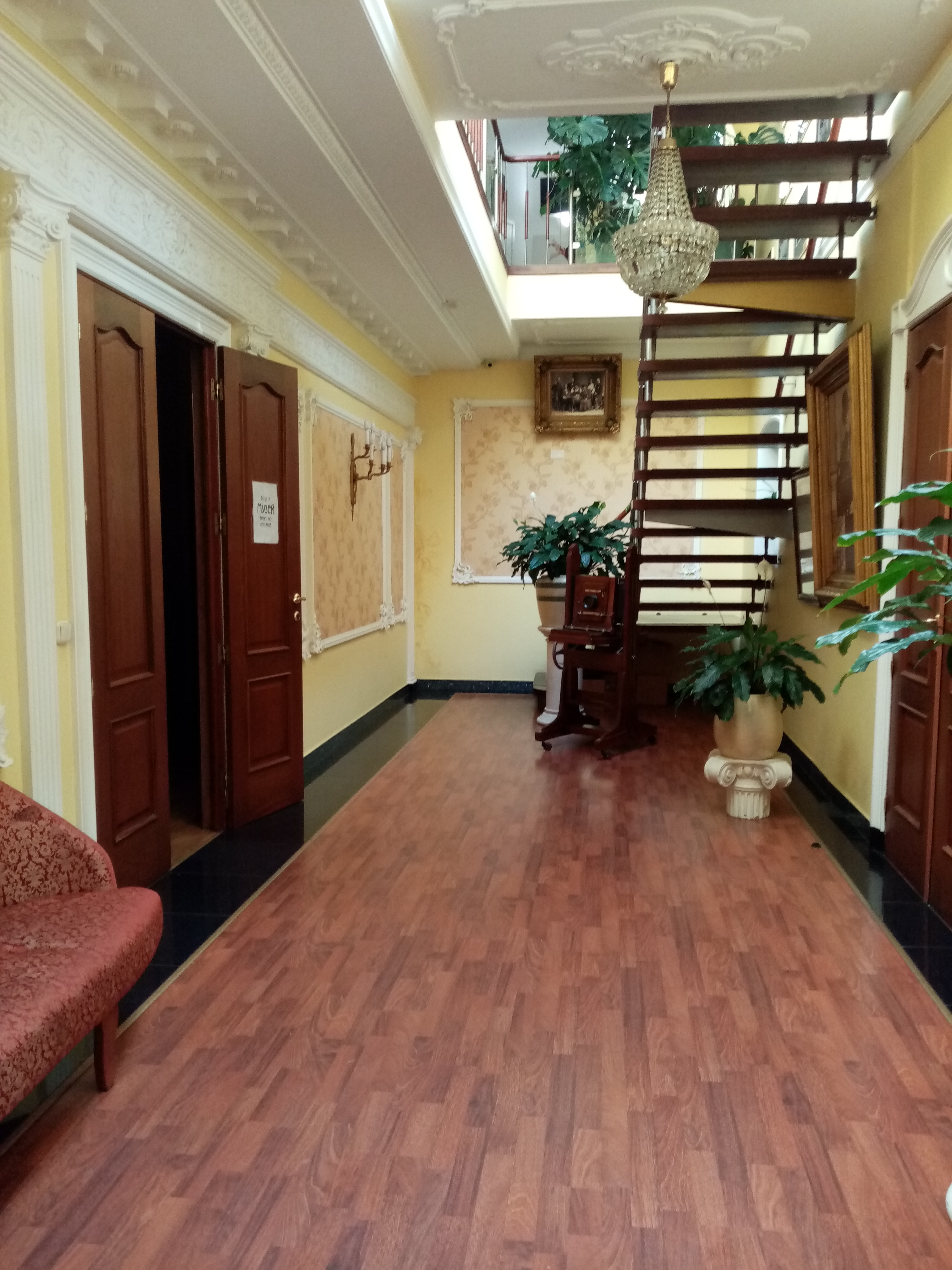
Лестница в музее
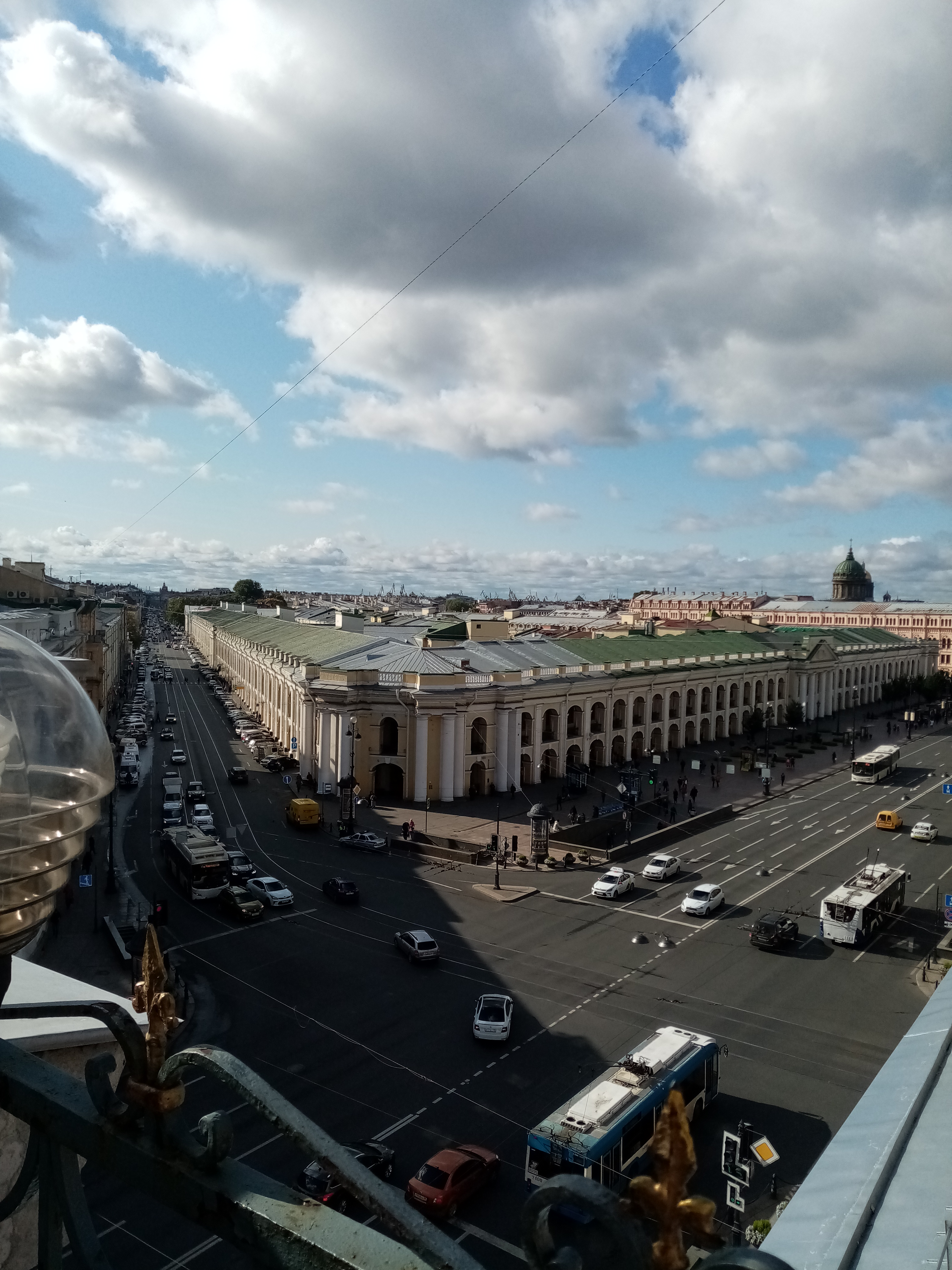
Вид на Невский проспект, Садовую улицу и Гостиный двор с открытого балкона музея

## Фоторепортажи с выставок
- Свято-Троицкая Александро-Невская Лавра, открылась 03.09.2009
- Вячеслав Басов. Страна острых гор и ледников. 15-29.12.2004
- Евгений Асташенков. Объектив без гламура. Открылась 20.10.2009